# الرومانية الكاثوليكية في الكويت

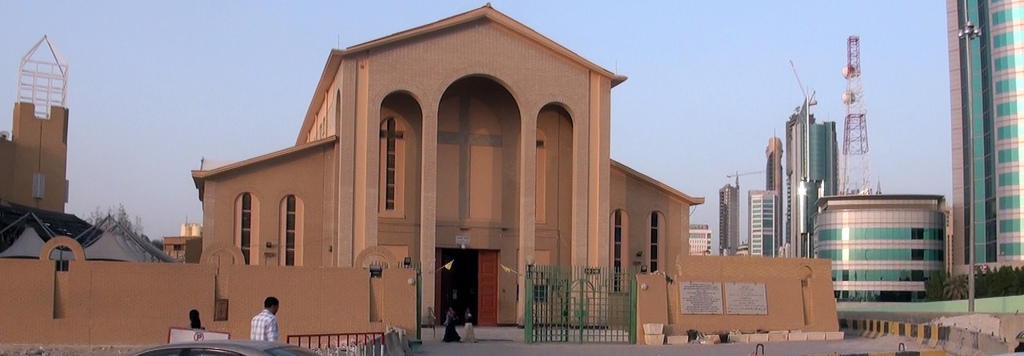
كاتدرائية العائلة المقدسة في مدينة الكويت.

حسب دراسة مركز بيو للأبحاث عام 2010 بلغ تعداد أتباع الكنيسة الرومانية الكاثوليكية في الكويت حوالي 230 ألف شخص، أي ما يساوي نسبة 6% من مجموع السكان، وتُعد الكويت جزء من النيابة الرسولية لشمال شبه الجزيرة العربية، يذكر أن كنيسة العائلة المقدسة في مدينة الكويت كانت مقرًا للنيابة حتى عام 2012 حيث تقرر نقل مقر النيابة من الكويت إلى البحرين.
وتملك الكويت العديد من الكنائس الكاثوليكية في أراضيها منها كنيسة العائلة المقدسة والتي تعتبر مركز أبرشية العائلة المقدسة في مدينة الكويت. وتضم الكنيسة الرومانية الكاثوليكية أيضًا أبرشية القديسة تريزيا في السالمية، وأبرشية القديس دانيال كمبوني في جليب الشيوخ وأبرشية سيدة الجزيرة العربيّة في الأحمدي. منذ عام 2012 أقام الرهبان الساليزيان مدرسة تُدّرس في اللغة الإنجليزية.
تتكون الجالية الكاثوليكية من الآسيويين بشكل خاص من الهند، والفلبين، وسريلانكا، وبنغلاديش، وباكستان، والمسيحيين العرب من لبنان، ومصر، والأردن، وفلسطين وسوريا. المسيحيين الموارنة، ومعظمهم من لبنان. يقطن في الكويت أقليّة مسيحيّة كاثوليكيَّة محليّة مُشكلّة من الفئات ذات الدخل المرتفع، والتي يغلب عليها الطابع التجاري.